# Światło Pamięci
Światło Pamięci – nagroda przyznawana przez dyrektora Państwowego Muzeum Auschwitz-Birkenau w ramach działań Międzynarodowego Centrum Edukacji o Auschwitz i Holokauście w uznaniu za wybitne zasługi w nauczaniu o Zagładzie i o tragedii Auschwitz. Nagroda ma charakter honorowy, składa się ze statuetki przedstawiającej antyczną lampkę oliwną z płomieniem oraz z dyplomu.

## Laureaci nagrody
1. Pierwsza edycja nagrody została przyznana 27 stycznia 2012 roku Władysławowi Bartoszewskiemu i wręczona podczas uroczystości jubileuszu 90-lecia urodzin laureata, na warszawskim Zamku Królewskim, w obecności m.in. prezydenta Bronisława Komorowskiego, premiera Donalda Tuska, marszałka Sejmu Ewy Kopacz, marszałka Senatu Bogdana Borusewicza w dniu 19 lutego 2012.
2. Druga edycja miała miejsce 30 stycznia 2012 roku, Światło Pamięci zostało wręczone Krystynie Oleksy – współzałożycielce i wieloletniej dyrektor MCEAH, w chwili przejścia na emeryturę.
3. 13 czerwca 2013 roku, podczas uroczystości otwarcia wystawy „Szoa” w bloku 27 Auschwitz, w obecności premiera Binjamina Netanjahu nagrodę otrzymał Awner Szalew, przewodniczący dyrektoriatu Instytutu Jad Waszem.
4. 14 czerwca 2017, podczas obchodów 30. rocznicy procesu Klausa Barbiego, w Izieu, jako czwarty uhonorowany nagrodę otrzymał Serge Klarsfeld.
5. 4 marca 2019, nagrodę odebrała Sara J. Bloomfield, wieloletnia dyrektor United States Holocaust Memorial Museum.
6. 14 czerwca 2021, w dniu otwarcia wystawy „Auschwitz. Not far Away. Not long ago” w Kansas City, nagrodę otrzymał Luis Ferreiro, główny twórca wystawy.
7. 2 sierpnia 2021, podczas obchodów 77. rocznicy likwidacji Zigeunerlager w Birkenau, Światło Pamięci odebrał Romani Rose, przewodniczący Niemieckiej Rady Sinti i Romów.
8. 13 września 2024 Światłem Pamięci został uhonorowany dr Piotr Setkiewicz, kierownik centrum badań Muzeum Auschwitz.
9. 29 października 2024 w ramach obrad Międzynarodowej Rady Oświęcimskiej nagrodę wręczono Michaelowi Berenbaumowi.